# وادی زکت
وادی زکت (به عربی: وادی زکت) یک تپه در امارات متحده عربی است که در امارت فجیره واقع شده‌است.